# مبرهنة كوشي (نظرية الزمر)
من أجل مبرهنات أخرى تنسب إلى كوشي، انظر مبرهنة كوشي (توضيح).
مبرهنة كوشي (بالإنجليزية: Cauchy's theorem)‏ هي مبرهنة في رياضيات نظرية الزمر، سميت هكذا نسبة إلى أوغستين لوي كوشي. تنص على أنه إذا كانت G زمرة منتهية و p عدد أولي قاسم لرتبة الزمرة G (عدد عناصر G) ، فإن G يحتوي على عنصر رتبته هي p. بتعبير آخر، هناك عنصر x من G يخالف e يحقق xp = e حيث e هو العنصر المحايد.

## النص والبرهان
نبرهن اولا في حالة الزمر التبادلية.تم باستعمال معادلة الاصناف نعممها إلى كل الزمر المنتهية

## الاستعمالات
تستخدم في اتبات وجود p-زمر سيلو p-sylow